# Форштау
Форштау — містечко та громада в австрійській землі Зальцбург. Місто належить округу Санкт-Йоганн-ім-Понгау.

## Галерея

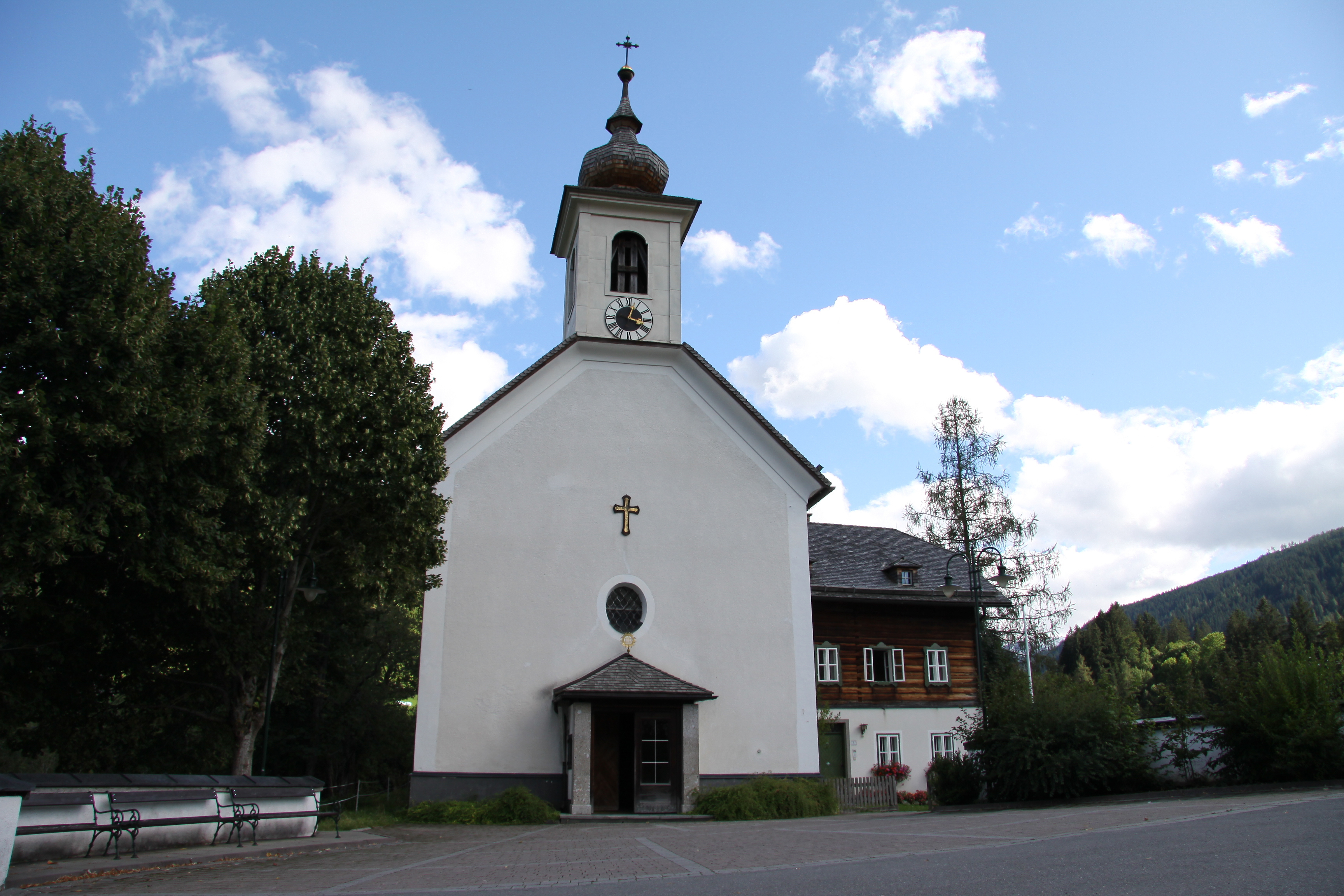
Pfarrkirche Hl. Leonhard
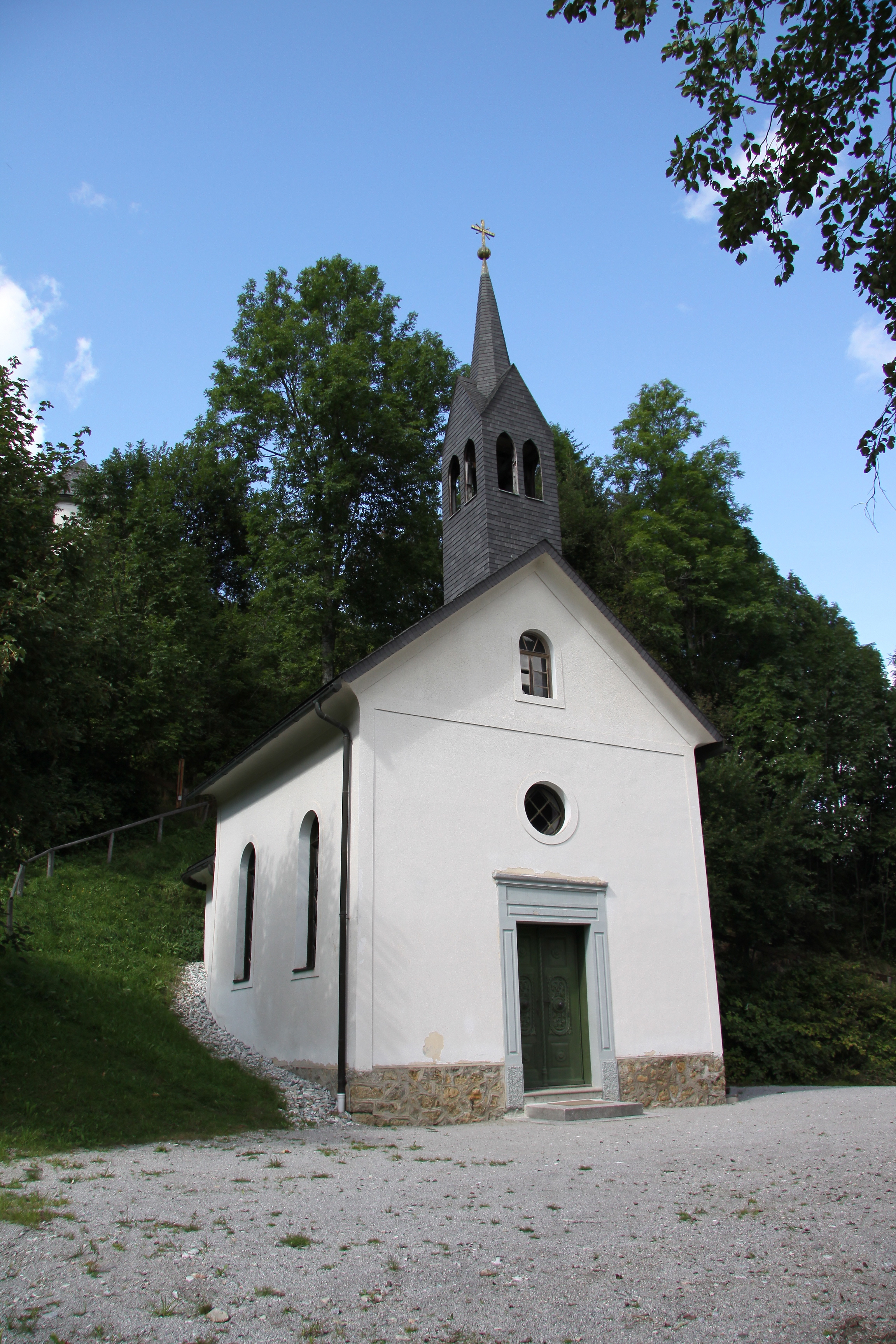
Lourdeskapelle
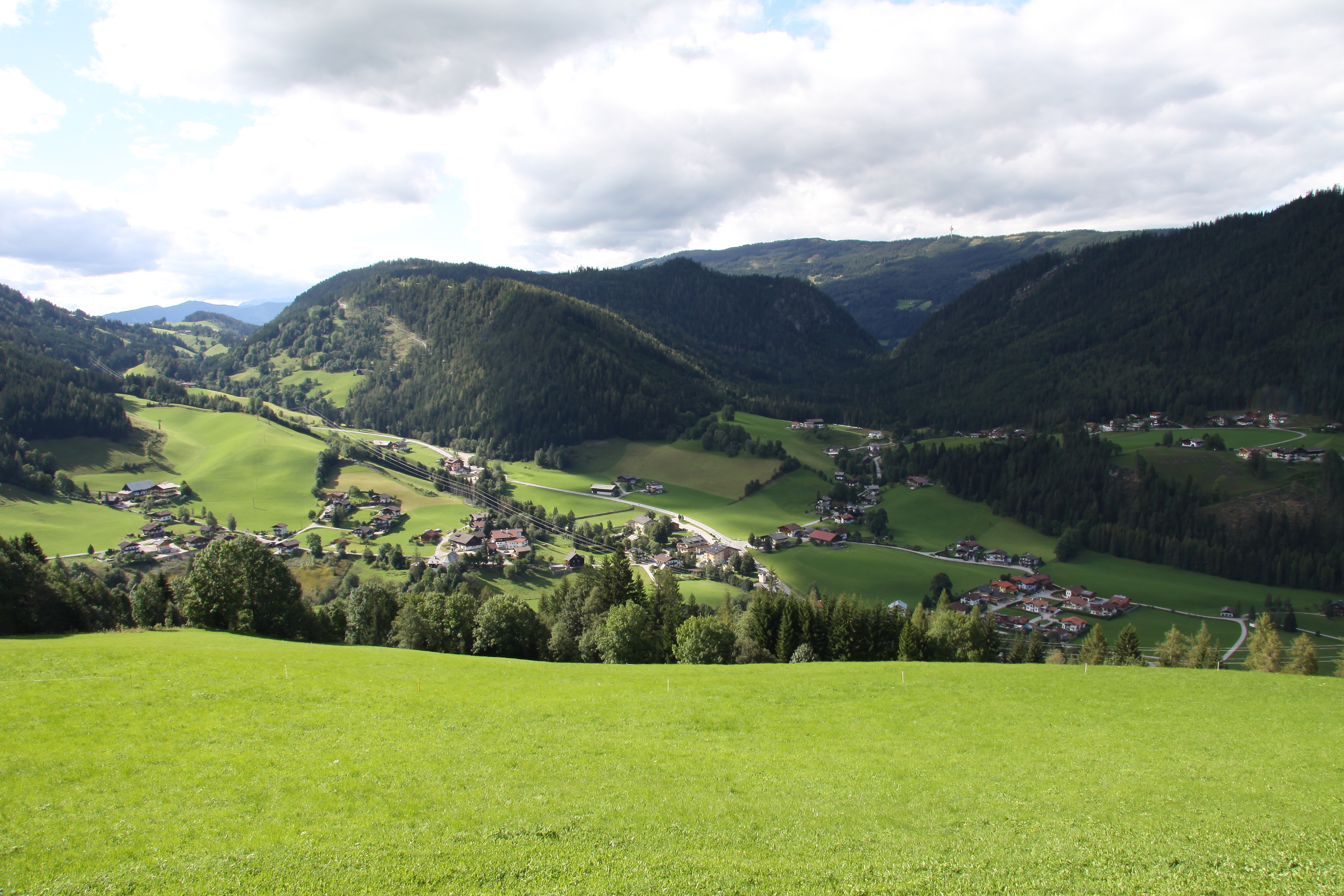
Forstau Überblick